# Arkitektforeningen
Akademisk Arkitektforening (Arkitektforeningen) er den danske uafhængige standsforening for arkitekter. Arkitektforeningen har godt 7.000 medlemmer (2010), der har ret til at benytte titlen arkitekt MAA - Medlem af Akademisk Arkitektforening.
Arkitektforeningen arbejder for den enkelte arkitekt og for arkitektonisk kvalitet generelt gennem en række politiske agendaområder, der bestemmes af foreningens valgte repræsentantskab, der er den højeste demokratiske enhed, samt bestyrelsen. I 2010 er indsatsområderne blandt andre national og kommunal arkitekturpolitik, arkitektur og bæredygtighed og arkitektur som rammen om det gode liv.
Arkitektforeningen har 7 lokalafdelinger: Arkitektforeningen Bornholm, Nordjylland, Østifterne, Østjylland, Sydjylland, Vestjylland og København.
Arkitektforeningen har repræsentanter i en række forskellige faglige og politiske råd og nævn. Derudover samarbejder Arkitektforeningen med blandt andre den internationale arkitektforening, UIA.
Arkitektforeningen har to forretningsområder:
- Arkitektforeningens konkurrenceafdeling der rådgiver offentlige og private bygherrer i forbindelse med arkitektkonkurrencer.
- Kurser & Karriere – Arkitektforeningens efteruddannelsesvirksomhed, der udbyder arkitektfaglige kurser, karrierevejledning og mentorordning.

Arkitektforeningen har endvidere en politisk afdeling, der implementerer projekter nedsat af bestyrelsen og repræsentantskabet.
MAA: Arkitekt MAA er en beskyttet titel der kræver medlemskab af Arkitektforeningen og en afsluttet eller igangværende uddannelse fra hhv. Arkitektskolen i Aarhus eller Kunstakademiets Arkitektskole i København samt løbende efteruddannelse.

## Historie
Akademisk Architektforening blev stiftet den 21. november 1879 på initiativ af arkitekt L.A. Petersen. Oprindelig som faglig organisation for arkitekter, uddannet på Kunstakademiet i København, men senere også for arkitekter fra Arkitektskolen i Aarhus.
I perioden fra 1951-2004 var Arkitektforeningen, en del af paraplyorganisationen Danske Arkitekters Landsforbund/Akademisk Arkitektforening, DAL/AA. I 2004 blev forbundet DAL/AA delt i Akademisk Arkitektforening, Ansatte Arkitekters Råd, der har skiftet navn til Arkitektforbundet, samt arbejdsgiverforeningen Praktiserende Arkitekters Råd, der i 2005 skiftede navn til Danske Arkitektvirksomheder.

Kilde: denstoredanske.dk

I Salmonsens Konversationsleksikon står der følgende om Akademisk Arkitektforening:
Foreningens Hovedmaal er at virke for Højnelse af dansk Bygningskunst, og søge at vække Interesse herfor rundt om i Landet. Til at virke herfor har »Akademisk Architektforening« nedsat et Udvalg »For bedre Byggesæt« og oprettet en Tegnehjælp med det Maal at yde mindre Bemidlede saglig Hjælp ved Opførelsen af Nybygninger, for derved at skaffe Smaakaarsfolk Tegninger til billige, men praktiske og sunde Huse og venlige, hyggelige Hjem. Som et virkningsfuldt Led i »Akademisk Architektforening«s Agitation for et bedre Byggesæt paa Landet maa nævnes Stationsbyen paa
Landsudstillingen i Århus 1909. Foreningen har et Konkurrenceudvalg, hvis Opgave det er at yde Institutioner og Private vejledende Hjælp ved Arkitektkonkurrencer, saasom: Planlæggelse af
Program, Valg af Dommere osv. Til de i Kbhvn, Frederiksberg o. a. Byer nedsatte Udvalg til Præmiering af smukke og gode Bygninger vælges som Regel mindst to af Foreningens Medlemmer.
»Akademisk Architektforening« udgiver et Ugeskrift »Architekten«, der behandler alle Spørgsmaal, Arkitektur vedrørende, og med Gengivelse af ny og gl Bygningskunst. Foreningen, der har c. 200 Medlemmer, har udarbejdet en Priskurant, der anvendes som Grundlag ved Beregninger af Arkitekthonorarer og til Vejledning i Retstrætte ell. ved Voldgiftskendelser.
Arkitektforeninger til Værn om Arkitektstandens Rettigheder og til Fremme af dens Interesser findes efterhaanden i alle Kulturlande. I Danmark fandtes indtil for faa Aar siden kun een, nemlig »Akademisk Architektforening«, hvis Medlemmer har Kunstakademiets Afgangsbevis som Arkitekt. Dog kan Arkitekter, der ikke har erhvervet sig dette Bevis, undtagelsesvis optages, naar de ved præsterede Arbejder skønnes at være i Besiddelse af tilsvarende Kvalifikationer. I de senere Aar er der foruden »Akademisk Architektforening« blevet stiftet to A.; 15. Juni 1909: »Den fri Architektforening«, der har omtr. de samme Formaal som »Akademisk Architektforening«, og 19. Marts 1910: »Dansk Arkitektforening«.

## Formænd for Akademisk Arkitektforening/Danske Arkitekters Landsforbund
Denne liste er ufuldstændig; hjælp gerne med at udfylde den.
- 1886-18??: P.V. Ditlevsen (?)
- 1897-1900 Albert Jensen
- 1902-1904 Axel Berg
- 1904-1907 Andreas Clemmensen
- 1907-1909 Axel Berg (igen)
- 1909-1913 Anton Rosen
- 1913-1917 Kristoffer Varming
- 1919-1922 Henning Hansen
- 1922-1924 Carl Brummer
- 1924-1930 Emanuel Monberg
- 1930-1930 Axel Preisler
- 1930-1937 Alf Cock-Clausen
- 1937-1942 Kay Fisker
- 1942-1946 Thomas Havning
- 1946-1951 Hans Erling Langkilde
- 1952-1955 Helge Finsen
- 1954-1960 Flemming Grut
- 1955-1961 Philip Arctander
- 1960-1966 Hans Henning Hansen
- 1966-1969 Philip Arctander (igen)
- 1969-1973 Jacob Blegvad
- 1973-1976 Hans Hartvig Skaarup
- 1976-1979 Jørgen Pers
- 1979-1985 Søren Nielsen
- 1985-1991 Jens Rosenkjær
- 1991-1997 Viggo Grünnet
- 1997-2006 Gøsta Knudsen
- 2006-2010 Rikke Krogh
- 2010- 2018 Natalie Mossin
- 2018 - Johnny Svendborg

## Æresmedlemmer
Denne liste er ufuldstændig; hjælp gerne med at udfylde den.
- 1909: H.B. Storck
- 1913: Martin Nyrop
- 1922: Andreas Clemmensen
- 1924: Axel Berg
- 1927: Anton Rosen
- 1943: Gotfred Tvede
- 1943: Poul Holsøe
- 1944: Carl Brummer

## Modtagere af Akademisk Arkitektforenings æresmedalje
Akademisk Arkitektforenings æresmedalje kan tildeles arkitekter eller andre, som har gjort en særlig bemærkelsesværdig indsats inden for arkitektfagets område. Æresmedaljen fremstår som en gengivelse i sølv af foreningens vartegn, arkitekturens genius. Den kan uddeles i sølv eller forgyldt sølv.

### Udenlandske arkitekter
- Arne Eide, Norge, 21.4.1934
- Ragnar Östberg, Sverige, 30.9.1936
- Ivar Tengbom, Sverige, 21.11.1939
- Eliel Saarinen, Finland, 21.11.1939
- Hakon Ahlberg, Sverige, 17.10.1941
- Auguste Perret, Frankrig, 7.1.1949
- Arnstein Arneberg, Norge, 26.9.1950
- Magnus Poulsson, Norge, 26.9.1950
- Alvar Aalto, Finland, 5.6.1953
- Frank Lloyd Wright, USA, 16.5.1957
- Louis I. Kahn, USA, 19.9.1965
- Ludwig Mies van der Rohe, USA, 3.10.1965
- Sir Robert Matthew, England, 8.11.1965
- Kenzo Tange, Japan, 10.10.1968
- Charles M. Sappenfield, USA, 27.11.1987

### Danske arkitekter
- Alf Cock-Clausen, 25.11.1927
- Axel Berg, 21.11.1929
- Martin Borch, 21.11.1929
- Jens Vilhelm Petersen, 21.11.1929
- Ulrik Plesner, 16.9.1931
- Emil Jørgensen, 3.10.1933
- Andreas Fussing, 4.2.1939
- Axel Høeg-Hansen, 4.2.1939
- A.S.K. Lauritzen, 4.2.1939
- Carl Brummer, 12.7.1939
- Henning Hansen, 25.4.1941
- Poul Holsøe, 20.11.1943
- Valdemar Schmidt, 9.4.1944
- Andreas Jensen, 21.8.1948
- Hans Erling Langkilde, 14.1.1952
- Knud Millech, 21.11.1954
- Helge Finsen, 28.2.1957
- Ejnar Dyggve, 17.10.1957
- Flemming Grut, 12.3.1960
- Thomas Havning, 7.10.1961
- Arne Jacobsen, 11.2.1962
- Kay Fisker, 14.2.1963
- Vilhelm Lauritzen, 9.9.1964
- Hans Henning Hansen, 2.6.1966
- C.F. Møller, 31.10.1968
- Philip Arctander, 21.1.1969
- Mogens Lassen, 25.2.1971
- Esbjørn Hiort, 28.3.1972
- Kaj Gottlob, 11.7.1975
- Edmund Hansen, 10.12.1976
- Poul Erik Skriver, 20.11.1982
- Tobias Faber, 12.12.1985
- Hans Hartvig Skaarup, 6.11.1991
- Jacob Blegvad, 21.4.2001
- Knud Friis, 7.6.2002
- Jørn Utzon, 30.11.2006
- Jan Gehl, 8.6.2012

### Andre personer
- V. Eilschou Holm, 9.6.1932
- Axel Bang, 2.11.1937
- Vilhelm Lorenzen, 5.2.1957

### Danske og udenlandske institutioner
- Oslo Arkitektforening, Oslo, 4.9.1931
- Södra Sveriges Byggnadstekniska Samfundet, Malmø, 9.11.1932
- The Royal Institute of British Architects, London, 21.11.1934
- Norske Arkitekters Landsforbund, Oslo, 7.6.1935
- Finlands Arkitektförbund, Helsingfors, 27.11.1943
- Arkitektföreningen för Södra Sverige, Malmø, 8.12.1943
- The Architectural Association, London, 17.12.1947
- Det Kongelige Akademi for de Skønne Kunster, København, 31.3.1954
- The American Institute of Architects, Washington, 16.5.1957
- Svenska Arkitekters Riksförbund, Stockholm, 23.9.1961
- Stadsarkitektens Direktorat, København, 1.11.1961
- Vridsløse Andelsboligforening, Albertslund, 10.12.1976
- Albertslund Kommune, Albertslund, 10.12.1976

## Eksterne links
Arkitektforeningen